# Heliche
Heliche fue una localidad de la provincia de Sevilla, comunidad autónoma de Andalucía, España.

## Datos básicos
En 1594 contaba con 16 habitantes y tiene una densidad de 0,1 hab/km². Sus coordenadas geográficas son 55° 22′ N 2° 06′ O. Se encuentra situada a una altitud de 175,6 metros sobre el nivel del mar y a 14 kilómetros de la capital de provincia, Sevilla.

## Historia de la Villa de Heliche
Parece fuera de cuestión que el Aljarafe fue poblado desde tiempos prehistóricos, siendo abundantes los restos arqueológicos datados en el neolítico y eneolítico, entre ellos el famoso y admirado Tesoro de El Carambolo. A ello debió contribuir sin duda tanto la potencialidad agrícola del terreno como su estratégica localización geográfica, sobre terrazas enmarcadas por el Guadalquivir y el Guadiamar, e incluso el Lacus Ligustinus, en una disposición que, desde luego en grandes dimensiones viene a recordar otros emplazamientos históricos de gran importancia como el de Los Millares, en Almería.

### Orígenes
Durante la época romana la población y explotación del Aljarafe está fuera de dudas. Denominada por su fertilidad, Huerta de Hércules, parece fuera de dudas que ese fuese el fin a que se emplearon estos terrenos según algunos autores las pequeñas agrupaciones humanas denominadas Heliche y Soberbina.
Vázquez Soto equipara Heliche y Soberbina a Laelia, Pésula o Tejada. Soberbina, que competía en importancia con la localidad de Heliche que terminaría absorbiéndola.
Aquellas casas de labor de la romanidad, enlazadas entre sí por una red infinita de caminos, senderos y cañadas, y convertidas luego en alquerías andalucis, dieron lugar, tras la conquista que los cristianos hicieron de la comarca en el siglo XIII, a muchos de los actuales pueblos y ciudades del Aljarafe, o se quedaron simplemente cumpliendo la misma función primitiva de haciendas olivareras. Otros enclaves rurales no tuvieron tanta suerte y se fueron despoblando, bien por epidemias frecuentes y devastadoras en otras épocas, o por la cercanía de algún núcleo importante de absorción. Así, en la toponimia antigua sonaban nombres, hoy sólo en el recuerdo, como Lópaz, Rianzuela, Torrequemada y Heliche.

### La reconquista y el repartimiento
Como consecuencia de los lotes y donaciones que se producen con ocasión del Repartimiento, Heliche se otorga por Alfonso X a su hermano el Infante Don Manuel, posteriormente es dado a la Orden Militar de Alcántara, pasando sus predios de olivos a los frailes de San Benito, mentores espirituales de los caballeros de dicha orden, lo que explica la advocación que tuvo la parroquia de dicha localidad a ese santo.

### Los señores de Guzmán
Los señores de Guzmán provienen de una familia de origen leonés que, con activa participación en la conquista de Andalucía, obtendrán grandes dominios territoriales e importantes títulos nobiliarios, entre ellos el de duque de Medina Sidonia en 1445, que se transmitirá hereditariamente por vía de primogénitos.

### El primer conde de Olivares
En el devenir histórico de Heliche, nos interesa seguir al hijo segundo del tercer duque de Medina Sidonia tanto que segundón, privado del ducado, Pedro de Guzmán y Zúñiga ha de dotarse de título propio. Su padre, el duque de Medina Sidonia, en busca de prebendas para su hijo no primogénito, pidió en 1507 a Femando el Católico una encomienda para éL Con todo, en 1521 todavía no contaba D. Pedro con los dominios de Olivares, que no alcanzaría hasta la muerte de su madre y con gran probabilidad por disposición testamentaria.
La concesión del ansiado título de conde de Olivares, el primer conde, la obtiene de Carlos I el 12 de octubre de 1535, en Palermo, por sus señalados servicios al César-Emperador en Italia, Alemania y Túnez.
Pedro de Guzmán pudo acrecentar su condado comprando Castilleja de Alcántara, que pasa a ser Castilleja de Guzmán, Heliche y Characena en 1532, y un año más tarde Castilleja de la Cuesta, gracias a las Bulas papales de Clemente VII y Paulo III en 1529 y 1536 que permiten la enajenación de terrenos y rentas de las Órdenes Militares.
El primer Conde promulga en enero de 1552, en Sevilla, unas Ordenanzas para las villas y lugares de su Estado. En ellas se regula el funcionamiento de cabildos y ayuntamientos, las funciones de los oficiales concejiles, la saca de mozos de soldada, el trabajo de pastores, gañanes, cabañeros y manaderos, campesinas y guardas de campo, reglas y obligaciones para mesoneros, disposiciones sobre mostrencos y cosas perdidas, penas y pechos, indicaciones particulares sobre la dehesa etc. (Herrera).
El mismo autor precisa como el mismo Conde promulgó otras Ordenanzas para el Pósito de Olivares en años trabajosos y de mucha falta y carestía de pan, por favorecer a los vasallos de las villas de Olivares, Heliche, Castilleja de Guzmán y Castilleja de la Cuesta; que serían confirmadas por Felipe II, por Real Cédula de 1572.

### El segundo conde de Olivares
El segundo conde de Olivares, Enrique de Guzmán y Ribera, tuvo un destacado papel en la corte y la política de la época, alcanzando los títulos de embalador en la Corte de Roma, Virrey de Sicilia y Nápoles y Consejero de Estado del rey Felipe III.
Con él los dominios dc esta rama de los Guzmanes se amplían al comprar la vecina Albaida en 1574, puesta en venta tras el Breve del papa Gregorio XIII fechado en 1574, desde cuya Torre Mocha se tomó posesión del término en beneficio y provecho del Condado de Olivares.
La preocupación por el gobierno de sus estados incrementados se manifiesta en las modificaciones y agregaciones que introduce en las Ordenanzas dictadas por su padre, Ordenanzas que ya en el siglo XVIII serán confirmadas por el nuevo Sr. de estos estados, el duque de Alba.
Consecuencia directa de su estancia en Roma fue la creación en Olivares de una Capilla, con capellán mayor y doce menores, puesta la advocación de la Virgen de Santa María la Mayor o de las Nieves, virgen venerada por el II Conde en la iglesia de Santa María la Mayor de Roma. De esta señorial manera quedaría desplazada la oriunda Virgen del Álamo que veneraban las campesinos olivareños, que no dudaron aceptar el criterio de su Conde, pasando la nueva Virgen de las Nieves a ser la Patrona de la localidad.
La nueva capilla fue enriquecida con gran cantidad de reliquias sagradas traídas de Roma, en donde su esposa, Dª María Pimentel y Fonseca, por gracia o licencia de los pontífices Gregorio XIII, Sixto y Gregorio XIV, llevará a cabo una colecta de reliquias en forma constante y efectiva durante los años 1582 a 1591. Las reliquias se remiten con los documentos necesarios para atestiguar su autenticidad, la lista de testigos presenciales —entre ellos el reverendo padre Francisco de Victoria— y la nómina de donantes, entre los que llama la atención el cardenal Ajejandro de Médecis.
Estas reliquias se conservan en gran número y riqueza en la actual iglesia parroquial de Olivares, la misma que creara D. Enrique, con las ampliaciones y transformaciones realizadas andando el tiempo, entre ellas los restos de Sr. Úrsula, S. Esteban mártir, S. Ceferino, S. Entiquio, S. Zenón, S. Roque, de las once mil vírgenes, y de tantos otros.

### El tercer conde de Olivares y conde-duque
A Don Enrique le sucedió su hijo Don Gaspar de Guzmán y Fonseca, nacido en Roma el día de Reyes de 1587 y llamado a jugar un importantísimo papel tanto en la historia nacional como en la del propio Olivares. Valido de Felipe IV ente 1621 y 1643, y tercer conde de Olivares, conseguirá hacer realidad los deseos de su abuelo ampliando sus posesiones y estados con la ansiada compra del señorío de Sanlúcar la Mayor en 1623 y completando el de Castilleja de la Cuesta al adquirir en 1625 la realenga Calle Real. Completadas las ambiciones del abuelo, se embarca en las propias desde su preeminente puesto de valido del rey, y en 1627 adquiere Tomares, que llevaba anejo el lugar de San Juan, y Aznalcóllar; en 1630, Coria; Camas, en 1635, y por fin, en 1641, Bollullos de la Mitación, Palomares - que conlleva en su término el entonces heredamiento de Almensilla - La Puebla - con las Islas Mayor y Menor -, Mairena del Aljarafe y Salteras.
En su grandeza, el tercer Conde de Olivares acumula títulos y oficios, tales como Duque de Sanlúcar la Mayor, Marquesado de Heliche, condado de Arzarcóllar, marquesado y mayorazgo de Mairena. En cualquier caso, no existió el título de Conde-Duque de Olivares, sino los de Conde de Olivares y Duque de Sanlúcar. No obstante murió en desgracia el 22 de julio de 1645, dejando a su viuda, Dª. Inés de Zúñiga y Velasco, deudas con la Hacienda Real por un total de 31.882.753 maravedís.
Muerta María, la única hija legítima del Conde-Duque, al año de haber casado con Ramiro Núñez Felipe de Guzmán —de una de las ramas de los Guzmanes— así como el hijo que resultó de este breve matrimonio, la dinastía quedaba truncada. A D. Gaspar, máxima gloria y poder del condado de Olivares, le sucederán las deudas, pleitos y divisiones de sus Estados entre D. Luis Méndez de Haro, sobrino suyo; D. Enrique Felipe de Guzmán, su hijo bastardo, y el breve esposo de su hija María, su yerno D. Ramiro, Duque de Medina de las Torres. Con lo que (si bien pudo el valido de Felipe IV frenar —con la excepción de Portugal— los intentos de disgregar España en distintos reinos independientes, reacción de la poderosa aristocracia ante su política fuertemente centralista, y que en Andalucía en 1641, de haber triunfado habría coronado rey a otro Guzmán, de la rama primogenia, duque de Medina Sidonia) no pudo en cambio conseguir lo que en principio parece empresa más fácil: mantener la unidad de sus señoríos.
A su sobrino D. Luis Méndez de Haro le corresponderán Olivares y Heliche juntamente con Albaida, Salteras, las dos Castillejas, Camas, Tomares y San Juan de Aznalfarache, además de sucederle en la privanza, como nuevo valido del monarca Felipe IV. Posteriormente, por una escritura de transacción y concierto otorgada en 1648 entre distintos litigantes de la herencia, obtendría mayores beneficios.
Heliche pervivirá durante siglos, despoblándose definitivamente hacia 1817 aproximadamente. Más duró, oficialmente su parroquia —de San Benito— que no se extinguió hasta la Real Orden de 26 de marzo de 1843.
Aparece descrito en el primer volumen del Diccionario geográfico-estadístico-histórico de España y sus posesiones de Ultramar de Pascual Madoz de la siguiente manera:

RÍO-PUDIO o REPUDIO: arroyo que nace en el término de Heliche, hoy jurisdicción de Olivares, provincia de Sevilla, part. jud. de Sanlúcar la Mayor. Baña los territorios de Olivares, Salteras, Espartinas, Bormujos, Almencilla y Palomares y se dirige por entre la Puebla y Coria a buscar su desagüe en el Guadalquivir. Su caudal de agua, insignificante, y a veces nulo en el verano, se aumenta extraordinariamente en tiempo de grandes lluvias, haciéndose temible su paso.
(Madoz, 1850, p. 190)

En la actualidad, dicho asentamiento está desaparecido aunque localizable, en predio rústico, a 1 km aproximado del casco urbano actual.

### Demografía histórica
Si consideramos los habitantes de Heliche en el correr de los siglos, tenemos:
Número de habitantes en los últimos años.
| 0                             | 0 | 0 | 0 | 0 |
| (Fuente: Madoz, 1850, p. 190) |   |   |   |   |

Verá el siglo XIX concluir el despoblamiento y desmantelamiento de Heliche y su parroquia el retablo de San Benito de la parroquia de Heliche, y el de San Sebastián se encuentran en el trascoro de la iglesia de Olivares.